# 釈印順
釈 印順（しゃく いんじゅん、1970年 - ）は、中華人民共和国の臨済宗の禅僧。法名は印順。字は源利。北京大学哲学系宗教学出身。現在は中国仏教協会副会長・深圳市仏教協会会長・海南省仏教協会会長を勤めるほか、弘法寺・中華寺・南山寺の兼任主職。

## 略歴
1970年、湖北省襄陽市に生まれた。父親は教師だった。6歳の時に実母が死去したため、継母によって育てられた。北京大学哲学系宗教学卒業。
30歳の時、広東省深圳市弘法寺にて出家得度。釈本煥に師事した。その後臨済宗第45代の法嗣となり、河北省の柏林寺で具足戒を受けた。
2011年、ネパール中華寺の主職に昇進した。
2014年8月13日、日本を訪れ持田日勇と会談した。